# Alex O’Loughlin
Alexander O’Loughlin, eredeti születési nevén Alexander O’Lachlan  (Canberra, 1976. augusztus 24. –) ausztrál színész. Legismertebb filmjei A szeretet szimfóniája és az Ilyen a formám. Jelenleg a CBS tv-csatorna legújabb sorozatának, a Hawaii Five-0-nak főszereplője.

## Élete
Születési neve Alexander O'Lachlan. Az O’Loughlin vezetéknevet nagyapja tiszteletére vette fel. Ír és skót felmenőkkel büszkélkedhet. Egy húga van, Jacki, aki egy évvel fiatalabb nála. Édesapja fizikát és csillagászot tanít Sydneyben, édesanyja ápolónő.
Szülei kétéves korában elváltak, ami nagyon megnehezítette Alex gyerekkorát. Több betegséget is diagnosztizáltak nála. Hiperaktivitásban, asztmában, figyelemzavarban és kényszer-betegségben is szenved. Gyerekkorában vadászrepülő pilóta szeretett volna lenni. Gyakran vett fel bohócruhát és piros orrot. Az iskola számára a folyamatos küzdelemről szólt a tanulási nehézségei miatt. Rajongott a heavy metalért és az Iron Maidenért.
1999-ben iratkozott be a National Institute of Dramatic Art-ba. Annak ellenére, hogy az első év hatalmas kihívást jelentett számára, 2002-ben sikeresen lediplomázott, majd felvételt nyert a Bachelor of Dramatic Art programra, amely évente csak korlátozott számú hallgatót fogadott.

## Pályafutása
Már tinédzserként szerepelt rövidfilmekben és alternatív színházi darabokban.
A diploma után megkezdődött színészi karrierje ausztráliai televíziós produkciókban. 
Filmes debütálására 2004-ben került sor, amikor vezető szerepet kapott az Oyster Farmer című ausztrál filmben. 2005-ben a Valami van odalent, a Feed és a Mary Bryant csodálatos utazása című minisorozatban tűnt fel, amiért az Ausztrál Filmintézet jelölte a legjobb férfi sorozatszereplő és a legkiválóbb dráma színésznek járó díjára. 2007-ben a Kemény zsaruk című sorozatban Kevin Hiatt nyomozót alakította.
2005-ben próbafelvételre hívták James Bond szerepére.
2007-ben Justin Chatwin oldalán tűnt fel a Láthatatlan című moziban. A thrillert a Hatodik érzék alkotója jegyzi. A film a természetfeletti és a valós világ között utaztatja a nézőt. Még ugyanebben az évben a főhős, Jonathan Rhys Meyers testvérét alakítja A szeretet szimfóniája című zenés drámában.
A Kemény zsaruk című szériát otthagyta, miután vezető szerepet kapott a CBS Holdfény című sorozatában. Ebben egy vámpír magánnyomozót játszik. A forgatást a hollywoodi írók sztrájkja szakította meg. Úgy nézett ki, hogy a sorozat gyártását leállítják, de végül engedve a rajongói nyomásnak leforgattak további négy epizódot, és megpróbálták visszaszerezni a korábbi nézőszámot. Annak ellenére, hogy a sorozat a CBS legnézettebb péntek esti műsora volt, a második évad nem készült el. A rajongók jótékonysági kampányt hirdettek a széria újjáélesztésére, melyben véradásra ösztönözték a nézőket, de a törekvés sikertelennek bizonyult.
2010-ben főszerepet kapott az Ilyen a formám című romantikus vígjátékban, ahol Jennifer Lopez partnere. Ez hozta meg számára a nemzetközi ismertséget.
2010-től Steve McGarrett parancsnokot formálja meg a szintén CBS gyártású Hawaii Five-0 című krimisorozatban.

## Magánélete
Alex Kaliforniában, West Hollywoodban él, de a Hawaii Five-0 sorozat forgatása alatt Hawaiin lakik.
Van egy fia, Saxon. Ő Alex 20 éves korában született és édesanyjával Ausztráliában élnek, de gyakran tesznek látogatást az apához az Államokba. Alex úgy nyilatkozott, hogy gyermeke a és az apaság a legnagyobb ajándék számára, és fiát óvja a nyilvánosságtól.
Az ausztrál Holly Valance énekes- és színésznővel hosszú éveken át alkottak egy párt, de 2009-ben szakítottak. Amber Clayton színésznővel is hírbe hozták.
Alex nagyon szeret olvasni, motorozni, a harcművészetben és a boxban is otthonosan mozog. Saját dalokat szerez és gitározik. Saját bevallása szerint őrült hobbiknak is hódol, mint például az ostorcsattogtatás, a zsonglőrködés és a főzés. Testét jelenleg hét tetoválás díszíti.

## Filmjei
| Év   | Magyar cím Eredeti cím             | Szerep              | Magyar hangja   |
| ---- | ---------------------------------- | ------------------- | --------------- |
| 2003 | White Collar Blue                  | Ian Mack            |                 |
| 2004 | Oyster Farmer                      | Jack Flange         |                 |
| 2004 | BlackJack: Sweet Science           | Luke Anderson       |                 |
| 2005 | Valami van odalent Man-Thing       | Eric Fraser         | Pálmai Szabolcs |
| 2005 | Feed                               | Michael Carter      |                 |
| 2005 | Mary Bryant                        | Will Bryant         | Hevér Gábor     |
| 2006 | Holiday Holiday                    |                     |                 |
| 2007 | Láthatatlan The invisible          | Marcus Bohem        | Dolmány Attila  |
| 2007 | Kemény zsaruk The Shield           | Kevin Hiatt hadnagy |                 |
| 2007 | A szeretet szimfóniája August Rush | Marshall            |                 |
| 2007 | Holdfény Moonlight                 | Mick St. John       | Dolmány Attila  |
| 2009 | Gyilkos elmék Criminal Minds       | Vincent             |                 |
| 2009 | Vakító fehérség Whiteout           | Russell Haden       | Dányi Krisztián |
| 2010 | Ilyen a formám The Back-up Plan    | Stan                | Szabó Máté      |
| 2010 | Három folyam Three River           | Dr. Andy Yablonski  |                 |
| 2010 | Hawaii Five-0                      | Steve McGarrett     | Dolmány Attila  |